# Karl Prantl
Karl Prantl fue un escultor austriaco nacido el 5 de noviembre de 1923, fallecido el 8 de octubre de 2010, a los 86 años.

## Datos biográficos
Prantl nació en Pöttsching en el estado austriaco de Burgenland. Estudió desde 1946 a 1952 con el pintor Albert Paris Gütersloh en la Academia de Bellas Artes de Viena en la capital de Austria. Como escultor, fue autodidacta en la talla de piedra.
Fue el fundador del International Sculpture Symposium. Él llevó a cabo su primer simposio internacional (Symposion Europaischer Bildhauer) con 8 participantes en la antigua cantera Römersteinbruch en Sankt Margarethen im Burgenland. Prantl fue invitado a exponer sus obras en el Pabellón de Austria de la Bienal de Venecia en 1986.
Recibió el Gran Premio del Estado de Austria en 2008.
Prantl falleció en su casa a causa de un derrame cerebral el 8 de octubre de 2010. Tenía 86 años.